# Søborg (przystanek kolejowy)
Søborg (duński: Søborg Station) – przystanek kolejowy w miejscowości Gilleleje, w Regionie Stołecznym, w Danii. 
Przystanek położony jest na Hornbækbanen pomiędzy Helsingør i Gilleleje. Usługi związane z transportem kolejowym prowadzone są przez Lokalbanen.

## Linie kolejowe
- Hornbækbanen